# Schatten über Neapel
Schatten über Neapel ist ein in Camorra-Kreisen spielendes Gangster-Filmdrama, das 1950 vor Ort in Italien in deutsch-italienischer Co-Produktion entstand. In den Hauptrollen spielen Maria Montez, Hans Söhnker und Massimo Serato.

## Handlung
Neapel im 19. Jahrhundert. Die Camorra, die einst gegründet wurde, um die Befreiung und Einheit Italiens voranzutreiben, hat sich zu einer Verbrecherorganisation entwickelt. Die Polizei plant deshalb nicht weniger, als diesen kriminellen Geheimbund zu zerschlagen. Einer der Camorra-Mitglieder, der junge Peppuccio, den alle nur Beppe nennen, sitzt gerade im Gefängnis ein. Ihm gelingt die Flucht aus dem Kerker, und Peppe plant, den Mann, durch dessen Verrat er einst verhaftet wurde, zu töten. Der Polizeipräfekt will sich Beppes Hass bedienen, um der Camorra den Garaus zu machen. Tatsächlich kann Beppe den Verräter Paolo stellen und bringt ihn um.
Durch diese Bluttat gerät Beppe nun aber zwischen sämtliche Stühle. Nun jagt ihn nicht nur die Polizei Neapels, sondern auch die Camorra unter der Führung des aalglatten Marco, der nicht zulassen kann, dass einer der Seinen ohne sein Einverständnis ein anderes Camorra-Mitglied ermordet. Die Sängerin Dolores, die im Umfeld der Verbrecherorganisation in einer Taverne auftritt, liebt Beppe, der aber auch von der braveren Nanella, der Tochter des Chefs des Verbrecherringes, angehimmelt wird. Als Beppe sich von Dolores ab- und Nanella zuwendet, kocht in der eifersüchtigen Zurückgewiesenen süditalienischer Rachehass hoch, und sie ersticht ihn, während die Schlacht zwischen Mafia und neapolitanischer Polizei zu toben beginnt. Am Ende gelingt es der Polizei (allerdings nur in dieser Geschichte) mithilfe Nanellas die Camorra zu zerschlagen.

## Produktionsnotizen
Schatten über Neapel entstand 1950 unter dem deutschen Arbeitstitel Camorra und dem italienischen Verleihtitel Amore e sangue (Liebe und Blut) in den Studios in zwei Sprachfassungen – die italienische Version inszenierte Marino Girolami, die deutsche der einstige Willi-Forst-Mitarbeiter Hans Wolff – in München-Schwanthalerhöh und im Behelfsatelier Tegernsee (Studioaufnahmen) sowie mit Außenaufnahmen in Neapel, Rom und am Comer See. Der Film wurde am 5. April 1951 in Italien uraufgeführt, die deutsche Premiere fand am 11. Mai 1951 in Karlsruhe statt.
Herbert Sennewald übernahm die Produktionsleitung. Max Mellin und Rolf Zehetbauer gestalteten die Filmbauten. Von Dario Cecchi stammen die Kostüme. Heinz Terworth zeichnete für den Ton verantwortlich.
Für den 41-jährigen Amerikaner Alan Curtis, der hier die Rolle des Verräters Paolo übernahm, war dies die letzte Filmrolle; danach zog er sich aus dem Beruf zurück.

## Wissenswertes
Für die beiden Comedia-Film-Produzenten Alf Teichs und Heinz Rühmann war dies die letzte Produktion ihrer kleinen Firma, die kurz darauf in Konkurs ging. O-Ton Rühmann: “Lassen Sie es mich klar sagen: Wir haben die falschen Filme zur falschen Zeit gedreht”.

## Kritiken
Das Magazin Intermezzo urteilte: „Dieser Films erscheint als nicht notwendig, nicht einmal für eine Illustration der ‚Camorra‘ […] Amore e sangue steuert mit einer gewissen Geschwindigkeit auf den tragischen Abschluss eines kollektiven Todes zu. Der Film gehört zu den besten der gängigen Südland-Produktionen.“
Das Lexikon des Internationalen Films wertete sehr negativ: „Kolportagestory über den Kampf der Polizei gegen die neapolitanische Verbrecherorganisation Camorra. Eine versagende Regie und ein dürftiges Drehbuch reihen Mord, Verbrechen und Langeweile aneinander.“